# Distretto di Supe Puerto
Il distretto di Supe Puerto è uno dei cinque distretti della provincia di Barranca, in Perù. Si trova nella regione di Lima e si estende su una superficie di 11,51 chilometri quadrati.
Istituito il 5 dicembre 1906, ha per capoluogo la città di Supe Puerto.